# Escritura gótica
La escritura gótica es un tipo particular de escritura latina en minúscula utilizada ampliamente en la Europa Occidental durante la Baja Edad Media. Desarrollada en el norte de Europa a partir del siglo XI, luego se extendió por todo el continente.
El apelativo «gótico» es un término despectivo aplicado posteriormente por los humanistas del Renacimiento que querían indicar así su vinculación al mundo medieval de los bárbaros godos. Los contemporáneos a la escritura gótica, en cambio, la denominaban littera textualis o textus fractus.
No debe confundirse con la llamada escritura visigótica o toledana que se dio en España con anterioridad.

## Historia

### Desde sus orígenes hasta elsigloXV

#### Transición: de la carolingia al gótico

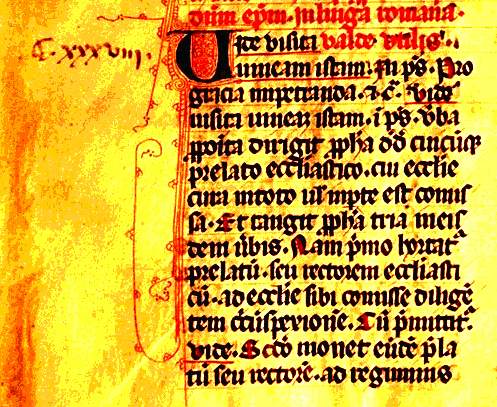
Fragmento de un códice en pergamino con homilías escritas para diversas ocasiones en escritura gótica textura formata,

La transición de la letra carolingia al gótico se produjo a través de una escritura intermedia, llamada hoy por los estudiosos "minúscula transicional", que tenía características intermedias entre el modelo viejo y el nuevo. Al principio, para las letras versales y las capitales se utilizaron las mayúsculas lombardas, luego se crearían mayúsculas góticas más homogéneas al cuerpo del texto.

#### La revolución de las escrituras en Francia e Inglaterra
Las letras góticas fueron desarrolladas por amanuenses del norte de Francia entre los siglos XI y XII que querían alejarse de la minúscula carolingia, entonces en uso general. La introducción del gótico estuvo influida por una serie de factores, tanto estrictamente técnicos (y por tanto vinculados a la paleografía), así como socioculturales:
- La invención de un nuevo instrumento de escritura, la pluma que tenía la punta cortada, cuya característica era un marcado claroscuro de la letra comparado con la sobriedad de la carolingia.
- Además de las cuestiones gráficas, hay que recordar la necesidad por parte de los hombres de la Baja Edad Media de separar, más que las letras, las palabras entre sí, a diferencia de lo que sucedía con la carolingia, en la que las letras estaban más divididas que las palabras.
- La necesidad de "enjaular" la escritura en un espacio ordenado y geométrico. El gótico, que es esencialmente una escritura de libros y no documental, necesitaba regular el espacio donde colocar las letras en la página del códice, con el resultado de tener una página dividida en dos columnas, lo suficientemente separadas entre sí para permitir al erudito escribir anotaciones (o glosas).
- Hubo siempre una separación en el estudio de la escritura usada en documentos frente a la empleada en los códices. Durante el periodo de la escritura gótica, esta separación rompería con las diferencias existentes entre ambas, a causa de que ambas escrituras comenzarían a igualarse con la aparición de los códices en lenguas vernáculas.

#### Difusión en Europa y sus variantes (siglosXIII-XIV)
En el siglo XII ya se vio una gran difusión de este tipo de escritura, y en el siglo XIII su aceptación fue casi generalizada en todos los países europeos, aunque con marcadas diferencias: En Francia la escritura gótica se iría simplificando, y en Inglaterra se populariza una escritura simple y rígida, dejando de lado las formas onduladas y los bucles, y luego en Alemania, esta adquirió los rasgos angulares y geométricos que la caracterizan, además del uso de continuos bucles, manteniendo un aspecto modesto en su trazado. En naciones con una fuerte tradición anticuaria como Italia, el gótico nunca adquirió estas características, conservando una apariencia redondeada sin el marcado angular y geométrico típico de los países transalpinos.
Mientras, en España se mantiene la escritura cortesana, produciéndose una simplificación hacia formas gráficas más sencillas y un desfase cronológico frente al resto de Europa. Sin embargo, el proceso de cursividad de la escritura gótica castellana comienza en los siglos XII y XIII, donde se alcanza la plenitud a causa del abundante uso de la escritura gótica. 

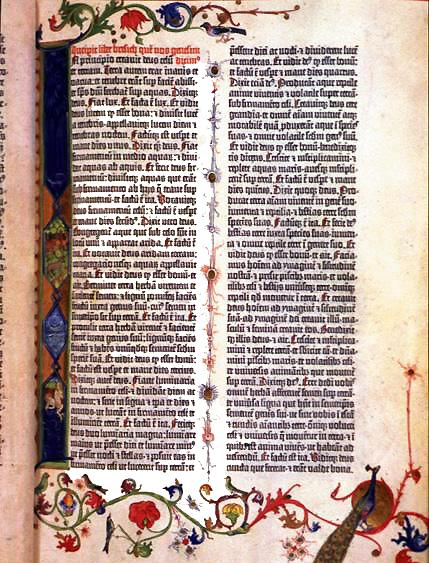
Una página de la Biblia de Gutenberg, primer texto impreso en caracteres móviles que utilizaba el estilo textura.

| Nombre             | Países                                 | Características                                                     | Ejemplo              |
| ------------------ | -------------------------------------- | ------------------------------------------------------------------- | -------------------- |
|                    | Norte de Francia e Inglaterra normanda | Caligráfico; letras altas y estrechas; desaparece la '&' carolingia | Biblia de Canterbury |
| Textura litteralis | Alemania                               | (véase textura)                                                     |                      |
| Gotica Rotonda     | Italia                                 | Las letras son grandes; Las curvas menos rotas                      | Virgilio de Petrarca |
|                    | España                                 | El trazo de las líneas verticales y oblicuas es pesado              |                      |

#### SiglosXIVyXV
El triunfo de la escritura gótica llegó con la gran difusión de la textura ("tejida"), una caligrafía muy elaborada que toma su nombre del hecho de que, a simple vista, la página escrita aparecía como un entrelazamiento complejo, como los hilos de un tejido. Su éxito lo demuestra el uso que hizo el maguntino Johannes Gutenberg († 1468), al fusionar con precisión la textura a los primeros caracteres impresos móviles de la historia, y con este estilo imprimió su famosa Biblia. Formas mixtas de escritura desarrolladas a partir de Textura surgieron destinadas a usos más comerciales o menos oficiales. Entre estos se cuenta la bastarda, que tuvo un éxito notable en el siglo XIV.
En la mayoría de países europeos, la escritura gótica desaparece gradualmente a partir del siglo XV, suplantada por la escritura humanística y sus derivados. Empero no ocurre esto en los países de habla alemana, donde en cambio, con la extensión de la schwabacher y posteriormente de la fraktur, inmunes a este cambio, se emplearon las escrituras "rotas" e incluso fueron apreciadas hasta tiempos modernos.

### Desde elsigloXVIhasta la actualidad

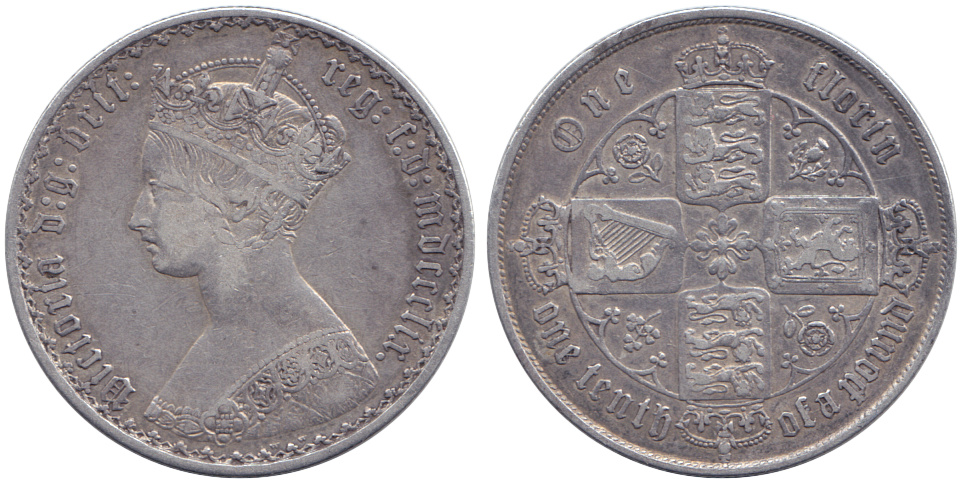
Florín 1859, Reino Unido, Victoria. Estilo textura.

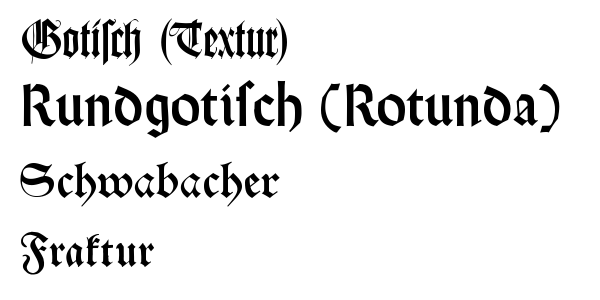
Algunos ejemplos de las principales grafías "rotas"

Aparte de algunas disputas durante el neoclasicismo de finales del siglo XVIII, la grafía gótica siguió siendo la grafía más popular a lo largo del siglo XIX. En el siglo XX, el nacionalismo alemán la consideró la única escritura alemana "verdadera" admitida en el Reich, por lo que los nazis la afianzaron.
Sin embargo, poco después del estallido de la guerra, la idea de que la schwabacher tenía un origen judío se extendió en los círculos nacionalsocialistas y, por lo tanto, en 1941, con un repentino cambio de opinión, se prohibió el uso de caracteres góticos como judenlettern y se pasó a la antiqua.
Después de la guerra, la escritura gótica también cayó en desuso en Alemania. Por ejemplo, Hermann Hesse quiso volver a publicar su Narciso y Goldmundo con este tipo de impresión, pero tuvo que ceder a la razón del editor que objetaba la difícil legibilidad del gótico para las generaciones más jóvenes.

## Características paleográficas

### Análisis de las letras
Las letras se caracterizan por un espaciado menor comparado a la minúscula carolingia, marcadas arriba y abajo por trazos gruesos. El espacio entre las líneas también se reduce. El efecto obtenido es el de una escritura alta y angulosa, muy elegante, pero oscura y más difícil de leer. Es por eso que este tipo de letras se denominan con la imprecisa expresión black letters ("letras negras") en los países de habla inglesa. En los países de habla alemana, en cambio, suele denominarse con la expresión más técnica Gebrochene Schriften ("grafía rota" o "interrumpida").

### Nexos
Una de las características más destacadas de este tipo de escritura es la ausencia de conectores o nexos entre las letras, lo que facilita su lectura, ya que la morfología de las letras permanece intacta. El único vínculo recurrente que encontraremos es el "st", un elemento distintivo, que siempre se presenta con la forma elevada de la "s".

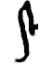

### Abreviaturas y diacríticos
En general, la gótica se destaca en los códices por la presencia de las siguientes características:
- Aspecto apretado y serrado de las líneas.
- El número de abreviaturas es muy elevado, especialmente en códigos jurídicos y médicos.
- Ápice en la〈i〉especialmente si es doble
- Es frecuente el signo para indicar - nosotros
- Desaparición de la et carolina (&) a favor de la et tironiana.

### Reglas de Meyer
El paleógrafo y filólogo clásico alemán Wilhelm Meyer (1845-1917) en el ensayo Die Buchstaben-Verbindungen der sogennanten gothischen Schrift formuló tres reglas para identificar las características de la littera textualis, que formuló en estos términos:
1. Si dos letras consecutivas tienen curvas opuestas (como po, be), esas curvas se superponen en un solo trazo.
2. Después de todas las letras con una curva convexa a la derecha (como b, o), la r no es recta, sino enganchada en forma de 2 (media R o R rotunda).
3. La d puede tomar dos formas: con un asta recta delante de letras rectas (como en du, di) o con un asta curvada a la izquierda (d uncial) delante de letras redondas (como en da, de, do).

## Tipologías

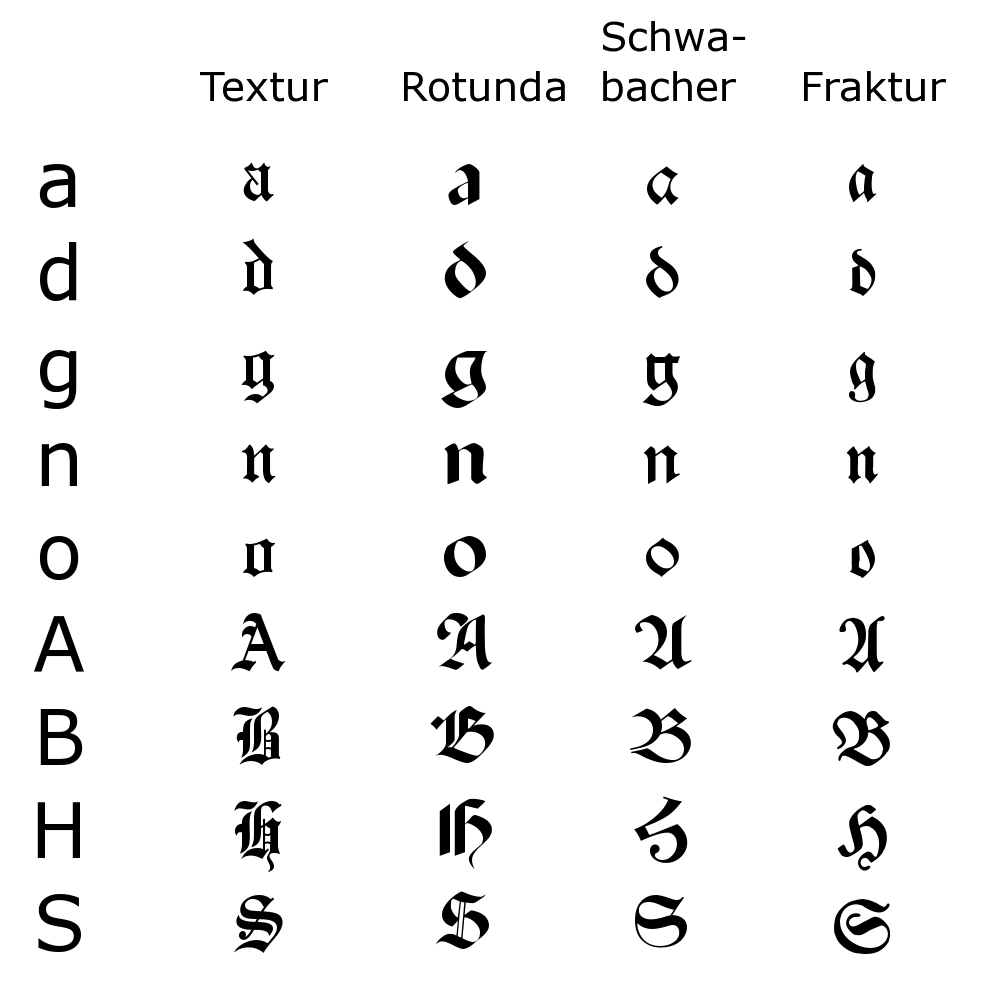
Los principales tipos de escritura gótica según la norma oficial alemana DIN 16518

La escritura gótica fue al principio una deformación de la minúscula carolingia. Las primeras formas eran todavía bastante redondeadas. Luego, las escrituras góticas medievales se desarrollaron gradualmente, caracterizándose por la fuerte "rotura", y dando finalmente una grafía barroca más elaborada.
- Minúscula gótica, la primera forma verdadera de escritura gótica.
- Textura se utilizó para textos universitarios y filosóficos. Es, como se mencionó, la escritura medieval por excelencia.
- Rotunda, o también semigótica, compromiso entre la rotunda carolingia original y la escritura "rota" que se caracteriza por formas más redondeadas.
- Cursiva gótica, una aplicación de la escritura gótica a los documentos más comunes, caracterizada, como en la cursiva moderna de la que es antepasada directa, por la unión directa de las letras entre sí.
- Bastarda, menos angulosa y menos austera que textura, es una forma mixta entre ésta y la letra cursiva.
- Schwabacher, nacido como variante de la bastarda, es más legible y elaborada que la textura y se ve afectada por la influencia humanista que llevó, en los países europeos, a la reafirmación de la antiqua. Es la ortografía de la Reforma.
- Fraktur, evolución de schwabacher. Creación renacentista, caracterizada por la complejidad de las capitales y por una elegante distribución de formas quebradas y curvas. Gran éxito en el período barroco, es la grafía alemana por excelencia.
- Kurrentschrift: escritura gótica cursiva alemana, comúnmente utilizada en áreas de habla alemana hasta finales del siglo XIX e incluso después; en Alemania fue abandonada oficialmente en 1941.
- Sütterlin: versión más espaciosa y regular del kurrentschrift. Fue la ortografía oficial enseñada en las escuelas alemanas hasta la Guerra Mundial.
- Offenbacher, escritura cursiva desarrollada por Robert Koch en 1927, empleada en las escuelas alemanas bávaras inmediatamente después de la guerra.

## Fraktur
Fraktur es la forma de escritura gótica que se convirtió en la tipografía alemana más común a mediados del siglo XVI. Su uso es tan común que la escritura gótica a menudo se llama fraktur en Alemania. Algunas características de fraktur son:
- El lado izquierdo de la letra está formado por un trazo en ángulo, el lado derecho por un trazo redondeado. Arriba y abajo, ambos trazos se juntan en un ángulo. Otras letras minúsculas tienen formas análogas.
- Las letras mayúsculas tienen forma de C o de s.

## Unicode
Desde 2004, el estándar de escritura digital Unicode incluye caracteres específicos con forma de letras góticas para todas las letras del alfabeto latino básico para ser usadas como símbolos matemáticos. Se hallan en el bloque denominado "Símbolos Alfanuméricos Matemáticos" en los rangos U+1D504-1D537 (grosor normal) y U+1D56C-1D59F (en negrita). No obstante, las letras góticas H, I, R, Z y C ya aparecían codificadas en el bloque "Símbolos con forma de letras" (ℌ, ℑ, ℜ, ℨ, ℭ). Además la s larga se halla ubicada en U+017F.
Parece que este bloque de caracteres debía utilizarse solo con el propósito de incluirlos en textos matemáticos, ya que los textos matemáticos emplean símbolos de letras góticas en contraste con otros estilos de letras para significar diferentes conjuntos de números. Sin embargo, para textos que quieran estilizarse en estilo gótico, se deben emplear las letras latinas normales, aplicándoles una fuente (u otros estilos de marcado) para indicar el estilo gótico. Los nombres de los caracteres utilizan "fraktur" para los símbolos alfanuméricos matemáticos, mientras que "blackletter" es el prefijo usado para los caracteres del rango símbolos con forma de letra.
| Mathematical Alphanumeric Symbols (parcial) Official Unicode Consortium code chart (PDF) |   |   |   |   |   |   |   |   |   |   |   |   |   |   |   |   |
| | 0 | 1 | 2 | 3 | 4 | 5 | 6 | 7 | 8 | 9 | A | B | C | D | E | F |
| U+1D50x |   |   |   |   | 𝔄 | 𝔅 | ℭ | 𝔇 | 𝔈 | 𝔉 | 𝔊 | ℌ | ℑ | 𝔍 | 𝔎 | 𝔏 |
| U+1D51x | 𝔐 | 𝔑 | 𝔒 | 𝔓 | 𝔔 | ℜ | 𝔖 | 𝔗 | 𝔘 | 𝔙 | 𝔚 | 𝔛 | 𝔜 | ℨ | 𝔞 | 𝔟 |
| U+1D52x | 𝔠 | 𝔡 | 𝔢 | 𝔣 | 𝔤 | 𝔥 | 𝔦 | 𝔧 | 𝔨 | 𝔩 | 𝔪 | 𝔫 | 𝔬 | 𝔭 | 𝔮 | 𝔯 |
| U+1D53x | 𝔰 | 𝔱 | 𝔲 | 𝔳 | 𝔴 | 𝔵 | 𝔶 | 𝔷 |   |   |   |   |   |   |   |   |
| U+1D56x |   |   |   |   |   |   |   |   |   |   |   |   | 𝕬 | 𝕭 | 𝕮 | 𝕯 |
| U+1D57x | 𝕰 | 𝕱 | 𝕲 | 𝕳 | 𝕴 | 𝕵 | 𝕶 | 𝕷 | 𝕸 | 𝕹 | 𝕺 | 𝕻 | 𝕼 | 𝕽 | 𝕾 | 𝕿 |
| U+1D58x | 𝖀 | 𝖁 | 𝖂 | 𝖃 | 𝖄 | 𝖅 | 𝖆 | 𝖇 | 𝖈 | 𝖉 | 𝖊 | 𝖋 | 𝖌 | 𝖍 | 𝖎 | 𝖏 |
| U+1D59x | 𝖐 | 𝖑 | 𝖒 | 𝖓 | 𝖔 | 𝖕 | 𝖖 | 𝖗 | 𝖘 | 𝖙 | 𝖚 | 𝖛 | 𝖜 | 𝖝 | 𝖞 | 𝖟 |
| Notas Desde la versión Unicode 13.0 Las áreas grises indican segmentos no asignados Este cuadro no muestra las líneas y caracteres de otra temática Las letras sobre fondo gris no están situadas en esa área (que no está asignada), sino en números diferentes de otro bloque distinto (Letterlike Symbols: U+02100-U+0214F) |   |   |   |   |   |   |   |   |   |   |   |   |   |   |   |   |

## Véase también

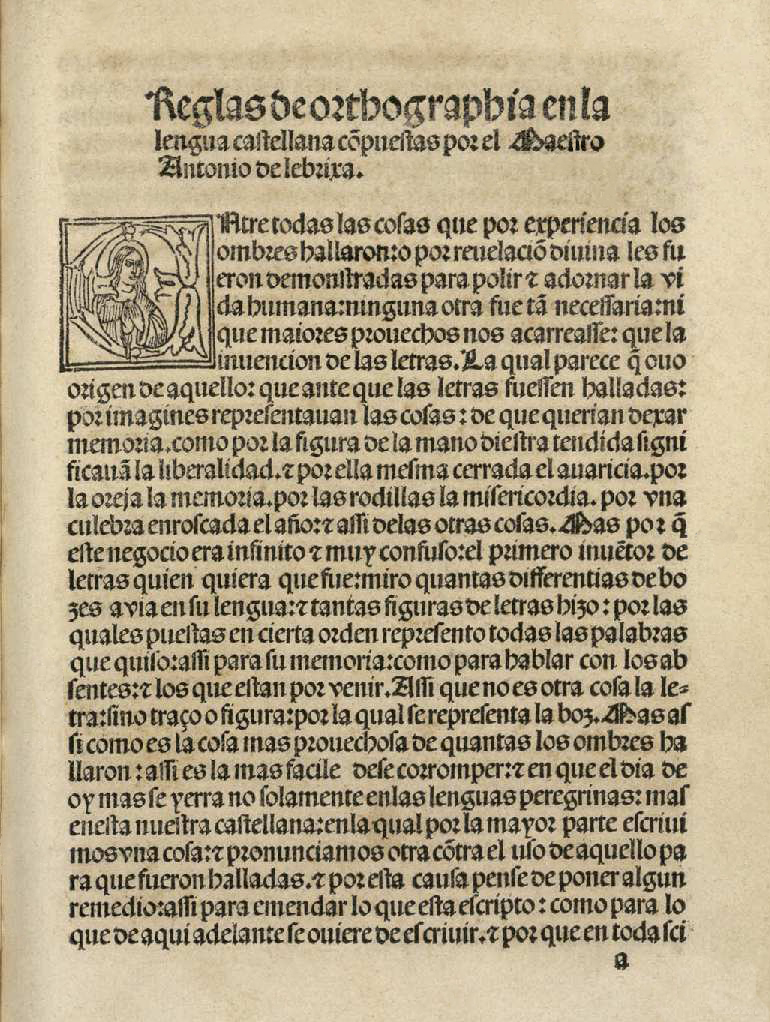
Reglas de ortografía en la lengua castellana (Antonio de Nebrija, 1517) impresas en letra gótica.